# Capital social (sociologia)

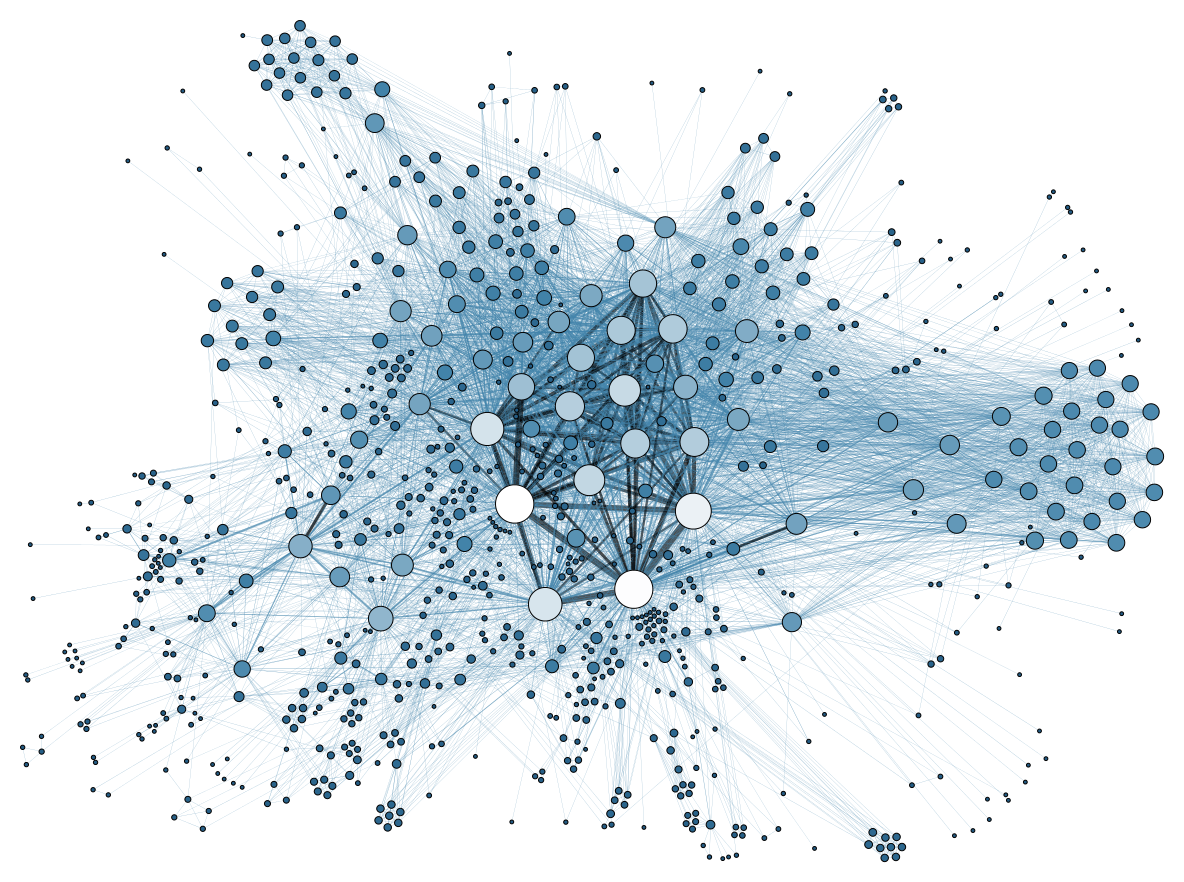
Gràfic d'una xarxa social

En sociologia, el capital social és una xarxa de relacions interpersonals i intergrupals dins d'una societat basada en valors socioculturals de confiança, reciprocitat, cooperació, solidaritat i honestedat, que permeten resoldre amb menys dificultats els problemes d'interès col·lectiu i de la qual sorgeixen també oportunitats d'ús individual. Aquest concepte sociològic abstracte té diferents interpretacions ja que cada autor li dona un matís diferent, però tots comparteixen la idea que el capital social és producte dels contactes i de les relacions socials que es van fent al llarg de la vida.

## Història
Primerament va ser usat a principis del segle XX en pedagogia. No va ser reprès fins a la dècada dels '60 quan es va començar a usar per a teories de desenvolupament econòmic. Normalment en els models econòmics tradicionals i neoliberals aquest concepte és totalment ignorat, però en els anys 1980 va tornar a prendre importància. Fou usat per molts autors en sociologia i models d'economia alternatius. Es podria resumir com "No solament és important el que saps, si no a qui coneixes" (de l'anglès what you know, who you know). Fukuyama, ho defineix com la norma que fa que existeixi cooperació entre dues parts. Es relaciona amb el concepte xinès del guanxi.
Pamela Paxton remarca que el debat entorn el concepte de capital social va ser introduït i dirigit per Pierre Bourdieu i James Samuel Coleman A més caldria afegir-hi Robert Putnam (1993).

### En Bourdieu
La seva obra és, bàsicament, una reflexió de les formes de poder i de dominació. En l'article Les formes de capital (1986), Pierre Bourdieu distingeix quatre formes de capital: capital econòmic (propietats, diners...), capital cultural (coneixements, títols acadèmics i bens culturals com llibres o quadres), capital simbòlic (és el més complex: seria l'honor, el prestigi, la reputació, l'autoritat, etc. on l'agent es fa obeir sense plantejar-se mai la qüestió de l’obediència; aconseguir l'obediència a l’ordre sense que aquesta s'hagi formulat) i capital social (construït a partir d’obligacions i connexions socials també convertibles en capital econòmic amb condicions concretes i que pot institucionalitzar-se mitjançant títols nobiliaris). Dues són les propietats fonamentals de qualsevol tipus dels capitals esmentats: la seva convertibilitat, un tipus de capital pot transformar-se en un altre a través del desenvolupament d’estratègies en un determinat camp i la seva transferibilitat, que el capital sigui transferible vol dir que és possible el seu transvasament intergeneracional, de manera que el pare pot transferir capital cultural o social a un fill, de la mateixa manera que faria amb el capital econòmic.
En concret en Pierre Bourdieu, definia el capital social com «el conjunt dels recursos actuals o potencials que estan relacionats amb la possessió d'una xarxa duradora de relacions més o menys institucionalitzades d'interconeixement i d'inter-reconeixement». Per a Bourdieu, el capital social és, doncs, el conjunt de recursos disponibles o potencials relacionats amb una xarxa de pertinença a un grup. El tractament del concepte que en fa el sociòleg francès és instrumental: els posseïdors del capital social tenen avantatges i en la "construcció deliberada de la sociabilitat amb el propòsit de crear aquest recurs". Per tant, l'ús del concepte en Bourdieu és molt allunyat de la visió positiva de Putnam; Bourdieu empra el concepte per demostrar un mecanisme per a la reproducció generacional de la desigualtat. Bourdieu assenyala així que els rics i poderosos utilitzen les coneixences o un altre capital social per mantenir avantatges per a ells mateixos, la seva classe social i els seus fills. En conseqüència, el volum del capital social posseït per un agent donat depèn de la mida de la xarxa social que pugui mobilitzar de manera efectiva i del volum de la resta de capitals (econòmic,cultural o simbòlic) que tingui de per si per cadascuna d’aquelles connexions amb què està relacionat. Així, pel sociòleg francès, el capital social no és suficient per explicar la jerarquia social: principalment el seu paper del capital social és fer fructificar el capital econòmic com, per exemple, l'empresari que «posseeix una xarxa» i gràcies a aquesta augmenta els seus beneficis i, alhora, li permeten ampliar encara més la seva xarxa.

### En Coleman
James Samuel Coleman va desenvolupar la teoria de l'elecció racional, on les persones actuen intencionadament a la recerca d'un objectiu, i per aconseguir-ho utilitzen els recursos. Aquest sociòleg nord-americà va definir el terme del capital social com "una varietat d'entitats amb dos elements en comú: totes consisteixen en algun aspecte de l'estructura social, i faciliten certes accions d'actors... dins de l'estructura" – és a dir, el capital social és qualsevol cosa que facilita l'acció individual o col·lectiva, generada per xarxes de relacions, reciprocitat, confiança i normes socials. Per en Coleman el capital social és un recurs neutral que facilita qualsevol forma d'acció.

### En Putman
Segons Robert D. Putnam, el capital social es refereix a "connexions entre els individus - les xarxes socials i les normes de reciprocitat i fiabilitat que sorgeixen." Per en Putnam i els seus seguidors, el capital social és un component clau per construir i mantenir la democràcia. Putnam afirma que el capital social està disminuint als Estats Units i com es pot observar en nivells més baixos de confiança en el govern i de participació cívica i esmenta que la televisió i l'expansió urbana en taca d'oli de les ciutats hi han tingut un paper significatiu als Estats Units. Putnam també suggereix que una causa fonamental de la disminució del capital social és l'entrada de les dones a la força de treball, que podria correlacionar-se amb restriccions de temps que inhibeixen la participació cívica organitzacional com les associacions de pares-professors.
La transformació tecnològica de l'oci (per exemple, la televisió) és una altra element de la disminució del capital social.

### Altres
El concepte de capital social ha estat recentment reconegut per institucions com el Banc Mundial, encara que amb algunes reserves. No obstant això, el capital social no té per què necessàriament produir coses bones, de vegades el capital social pot tenir connotacions negatives, com en el cas de màfies diverses. Per exemple els contactes creats entre diverses persones poden idear coses dolentes per a la societat com crim.